# Kreisgericht Liegnitz
Das Kreisgericht Liegnitz war ein preußisches Kreisgericht in der damaligen Provinz Schlesien mit Sitz in der Stadt Liegnitz.

## Geschichte
In Bezirk des Kreisgerichts Liegnitz bestanden bis 1849 das königliche Land- und Stadtgericht Liegnitz sowie viele Patrimonialgerichte.
1849 wurden in Preußen einheitlich Kreisgerichte geschaffen. Hierbei wurde die Patrimonialgerichtsbarkeit abgeschafft und die Patrimonialgerichte wurden aufgehoben. Auch die eingangs genannten Gerichte wurden aufgehoben und es entstand das Königliche Kreisgericht Liegnitz im Sprengel des Appellationsgerichts Glogau. Es war für den Landkreis Liegnitz zuständig.
Das Kreisgericht Liegnitz war Schwurgericht für die Kreisgerichte Liegnitz, Bunzlau und Goldberg. Am Gericht waren 1870 ein Direktor und zehn Kreisrichter eingesetzt. 1870 betrug die Zahl der Gerichtseingesessenen 69.404. Eine Gerichtskommission bestand in Parchwitz. Gerichtstage wurden in Campern gehalten.
Im Rahmen der Reichsjustizgesetze wurde das Gerichtswesen in Deutschland 1879 vereinheitlicht. Damit wurde das Kreisgericht Liegnitz aufgehoben und das königlich preußische Amtsgericht Liegnitz mit Wirkung zum 1. Oktober 1879 als eines von acht Amtsgerichten im Bezirk des Landgerichtes Liegnitz als Nachfolger gebildet. Auch die Gerichtskommission wurde in ein Amtsgericht (Amtsgericht Parchwitz) umgewandelt.